# Rosita Serrano

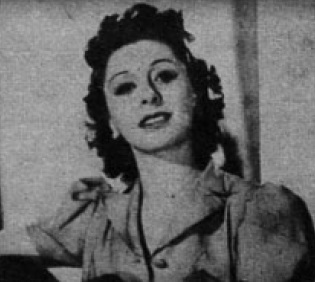
Rosita Serrano (1941)

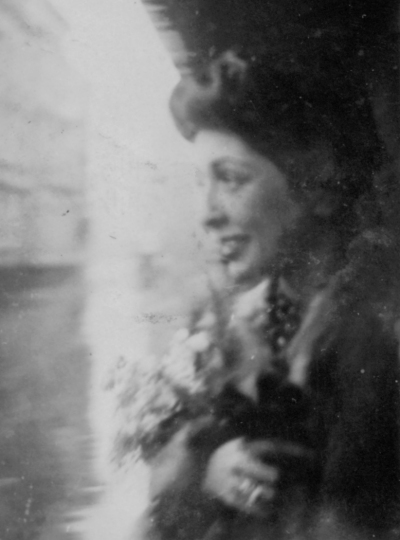
Rosita Serrano nach einem Auftritt am 14. Dezember 1941 im Capitol, Dortmund

Rosita Serrano (eigentlich María Martha Esther Aldunate del Campo, * 10. Juni 1914 in Viña del Mar, nach anderen Angaben * 10. Juni 1912 in Quilpué; † 6. April 1997 in Santiago de Chile) war eine chilenische Sängerin und Schauspielerin, die ihre größten Erfolge in Deutschland in den 1930er und frühen 1940er Jahren verbuchen konnte. Wegen ihrer glockenhellen Stimme erhielt sie den Beinamen „Chilenische Nachtigall“. Häufig begleitete sie sich selbst auf der akustischen Gitarre.

## Leben
Rosita Serrano war die Tochter des Diplomaten Héctor Aldunate Cordovés und der Opernsängerin Sofía del Campo de la Fuente (1884–1964), mit der sie in den 1930er Jahren nach Europa zog. Nachdem sie anfänglich in Portugal und Frankreich gelebt hatte, siedelte sie 1936 nach Berlin über. Sie trat dort im Wintergarten und im Metropol-Theater auf und begeisterte das Publikum mit chilenischen Volksliedern. Der deutsche Komponist Peter Kreuder entdeckte sie und sie bekam bei der Telefunken einen Plattenvertrag. Von nun an sang sie vor allem in deutscher Sprache und Lieder wie Roter Mohn („Roter Mohn, warum welkst du denn schon?“), Schön die Musik, Küß mich, bitte, bitte, küß mich, Und die Musik spielt dazu, Der Onkel Jonathan, und Der kleine Liebesvogel wurden zu erfolgreichen Schlagern. Ab 1938 bekam sie Rollen in Revuefilmen wie Bel Ami, Es leuchten die Sterne, Die kluge Schwiegermutter und Herzensfreud – Herzensleid. Daneben ging sie mit zwei der damals erfolgreichsten Tanzorchester – Kurt Hohenberger und Teddy Stauffer – auf Tourneen. 1939 bekam sie unter Fürsprache von Joseph Goebbels Auftritte in der Rundfunksendung Wunschkonzert für die Wehrmacht. 1940 entstand ihre Aufnahme des Klassikers La Paloma, die beispielsweise 1981 in Wolfgang Petersens Film Das Boot und 1993 in der erfolgreichen Isabel-Allende-Verfilmung Das Geisterhaus Verwendung fand.
1943 beendete ein Haftbefehl ihre Karriere. Während einer Konzertreise in Schweden wurde sie in Deutschland wegen Spionage denunziert. In Wirklichkeit soll sie allerdings jüdische Flüchtlinge mit den Einnahmen aus einer Wohltätigkeitsveranstaltung unterstützt haben. Rosita Serrano kehrte nicht nach Deutschland zurück und entging so ihrer Verhaftung. Ihre Lieder und Filme standen bis zum Ende des Krieges auf der schwarzen Liste des Naziregimes. Von Schweden kehrte sie zunächst nach Chile zurück und versuchte anschließend in den USA Karriere zu machen. Da sie in ihrem Repertoire auch deutsche Lieder hatte, war sie vielen Anfeindungen ausgesetzt.

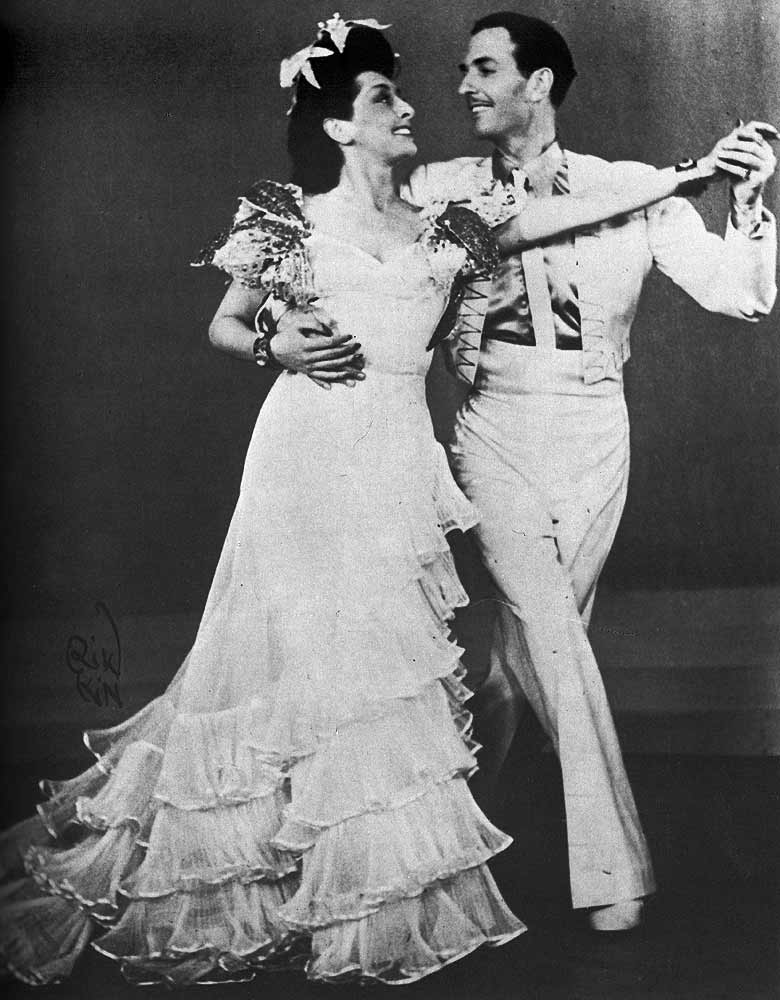
Rosita Serrano und Gustav Wally

1951 kam sie nach Deutschland zurück, hatte aber nur noch mäßigen Erfolg. Sie wirkte in den deutschen Kinofilmen Schwarze Augen und Saison in Salzburg mit. Nachdem sie 1953 im Berliner Sportpalast ausgepfiffen worden war, kündigte die Telefunken ihren Plattenvertrag. In der Folgezeit hatte sie nur noch wenige Auftritte in deutschen Unterhaltungssendungen. Ein Comeback-Versuch 1957 auf einer Tournee mit einer neu zusammengestellten Band unter ihrem alten musikalischen Begleiter Kurt Hohenberger hatte nur mäßigen Erfolg. 1961 erreichte sie mit der Single Es waren zwei Königskinder Platz 39 in den deutschen Charts.
1989 berichtete die Presse, dass Rosita Serrano im osthessischen Hohenroda lebte. Ihre letzten Lebenstage verbrachte sie jedoch in der Gemeinde La Reina bei Santiago de Chile. Dort starb sie 1997.
Brigitte Kronauer hat 2019 in ihrem letzten Roman Das Schöne, Schäbige, Schwankende Rosita Serrano ein kleines literarisches Denkmal gesetzt.

## Filmografie
- 1938: Es leuchten die Sterne
- 1939: Bel Ami
- 1939: Die kluge Schwiegermutter
- 1940: Herzensfreud – Herzensleid
- 1951: Schwarze Augen
- 1952: Saison in Salzburg